# Křižníkový tank

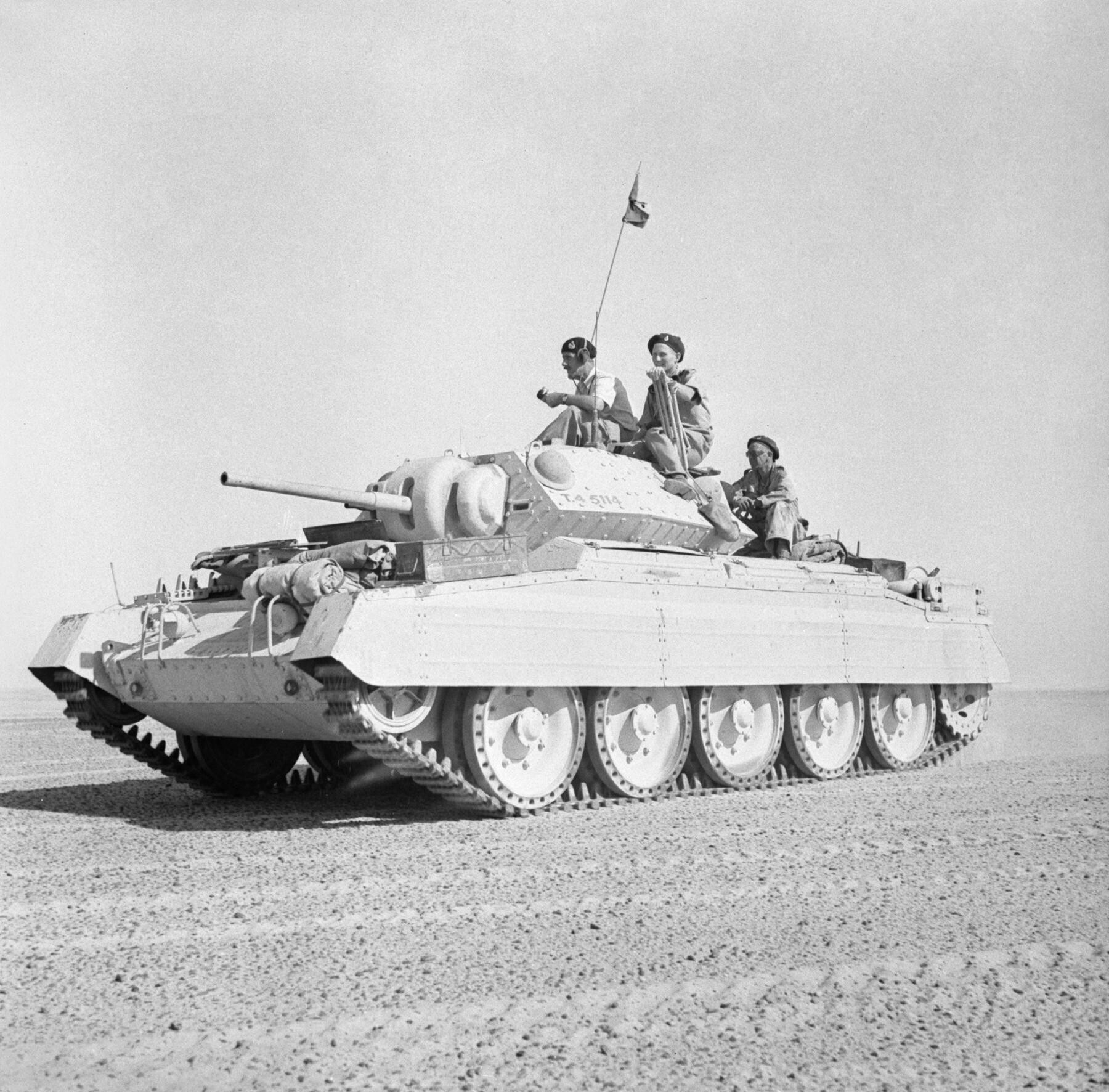
Cruiser Tank (rychlý tank) Mk.VI "Crusader"

Křižníkový tank (anglicky cruiser tank, někdy také rychlý tank nebo jízdní tank) byl název kategorie tanků vytvořené v období po první světové válce ve Velké Británii.

## Určení a použití
V roce 1936 britský War Office ustanovil dvě hlavní kategorie budoucího rozvoje tanků. První kategorie těžších pěchotních tanků byla určena ke spolupráci a blízké podpoře útočící pěchoty. Pohyblivé rychlé tanky další kategorie byly projektovány k provádění výpadů hluboko do nepřátelského území.
Tento typ tanků se vyznačoval vysokou pohyblivostí a rychlostí a operoval nezávisle na pomalu postupující pěchotě a jejich pěchotních tancích. Byl určen k provádění průzkumu, obchvatům protivníka a rychlým nájezdům ve stylu jízdní kavalerie v souladu s koncepcí tankové války prosazovanou ve Velké Británii generálem Hobartem a kapitánem Liddel-Hartem. Protože princip jejich nasazení měl být podobný jako u tehdejších křižníků, dostaly označení křižníkové tanky.
Rychlost zde byla důležitým faktorem, proto z důvodů udržení nízké hmotnosti byly první křižníkové tanky konstruovány s poměrně tenkým pancéřováním a slabou výzbrojí. Toto přenesení důrazu na rychlost způsobilo nevyváženost britských tankových konstrukcí, nedostatečná pozornost byla věnována kvalitě pancéřové ochrany. V této době se ještě v praxi neprojevilo, že lehce pancéřované tanky nemají šanci obstát na moderním válčišti. Ještě větším problémem pro většinu křižníkových tanků byla malá ráže jejich kanónové výzbroje. Většina těchto tanků byla vyzbrojena dvouliberním protitankovým kanónem ráže 40 mm. Tento kanón měl dostatečnou průbojnost (nejlepší ve své době), ale nikdy pro něj nebyla vyvinuta tříštivo-trhavá munice. To způsobovalo, že rychlé tanky nebyly schopny účinně ničit protivníkovo protitankové dělostřelectvo. Jakmile byly v průběhu bojů druhé světové války zjištěny nedostatky této koncepce, došlo nejprve k přezbrojení na šestiliberní protitankový kanón ráže 57 mm ihned, jakmile byl dostupný a veliké úsilí bylo vynaloženo na neúspěšný vývoj křižníkového tanku s výzbrojí 17 liberního protitankového kanónu ráže 76 mm. Ironií osudu bylo, že ačkoliv byl u těchto tanků kladen důraz na vysokou pohyblivost, velká část z nich byla soužena technickou nespolehlivostí v provozu. Tento problém byl obvykle zapříčiněn nedostatečným vývojem a nebyl uspokojivě vyřešen až do příchodu křižníkového tanku Cromwell s jeho výkonným a spolehlivým motorem Rolls-Royce Meteor v roce 1944.

## Předválečné konstrukce

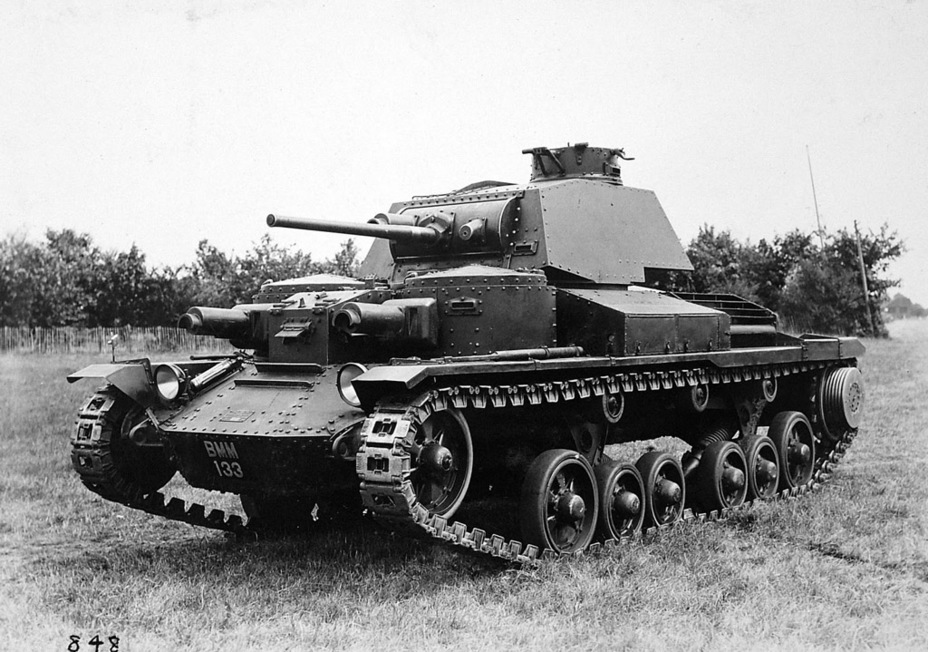
Cruiser Tank Mk. I

V roce 1934 zkonstruoval Sir John Carden v závodě Vickers-Armstrongs nový střední tank A9, který následně dostal označení Cruiser Tank Mark I. U tohoto typu bylo využito zkušeností s předchozími lehkými tanky Light Tank Mk III. Prototyp byl testován v roce 1936 a následujícího roku se rozběhla sériová výroba. V letech 1937 až 1938 bylo vyrobeno celkem 125 kusů. První bojové nasazení 1940 v průběhu bitvy o Francii odhalilo četné nedostatky, zejména nedostatečnou sílu pancéřování a těsný prostor pro osádku. Ve službě se udržel až do roku 1941 na severoafrickém bojišti.
Další následovník, typ A10 označen jako Heavy Cruiser byl také vyprojektován ve stejné firmě. Do sériové výroby se dostal v roce 1938 pod označením Cruiser Tank Mark II. Podobal se svému předchůdci, měl ale silnější pancéřování a byl nově vyzbrojen kulometem Besa. V letech 1938 až 1940 bylo vyrobeno celkem 175 kusů. Bojově byly nasazeny ve Francii roku 1940, Severní Africe a v Řecku.
Výroba typů Mk I a Mk II byla omezována poté, co se velení britské armády rozhodlo přijmout do výzbroje mnohem pokrokovější a rychlejší tank založený na Christieho konstrukci podvozku a s lepším pancéřováním. Výsledkem vývoje byl tank A13 označený jako Cruiser Tank Mark III, který byl v počtu 65 kusů zařazen do výzbroje roku 1937 a jeho silněji pancéřovaná varianta A13 Mk.II pod názvem Cruiser Tank Mark IV.

## Období druhé světové války

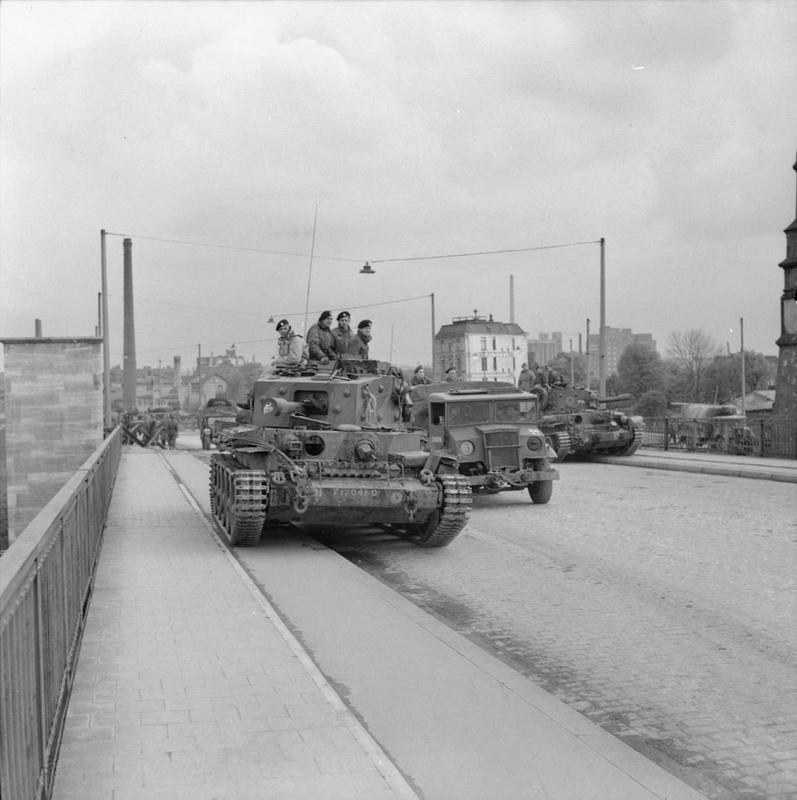
Cruiser Tank Mk. VIII Cromwell v květnu 1945

V průběhu počáteční fáze druhé světové války byl zřejmě nejznámějším typem křižníkového tanku Cruiser Tank Mk. VI "Crusader" používaný ve velkém počtu během severoafrického tažení. K dalším britským konstrukcím tohoto období patří Cruiser Tank Mk. V  "Covenanter", Cruiser Tank Mk. VII "Centaur", Cruiser Tank Mk. VIII "Cromwell" a Cruiser Tank "Comet". Centaury a Cromwelly byly poprvé nasazeny v průběhu vylodění v Normandii, tanky Comet až začátkem roku 1945. Koncem války se už křižníkové tanky svým pancéřováním a palebnou silou přestaly odlišovat vůči středním tankům.
V průběhu druhé světové války postupné zdokonalování technologie umožňovalo těžším tankům vyrovnat se v rychlosti křižníkovým tankům a celá tato koncepce se stávala zastaralou. Poslední příslušník linie křižníkových tanků byl Centurion. Tento tank kategorie Heavy Cruiser (těžký rychlý tank) spojil pohyblivost křižníkových tanků a silné pancéřování pěchotních tanků na jednom podvozku. Tím vznikla nová kategorie poválečných tanků Main Battle Tank - MBT.
Koncepce rychlých tanků byla uplatněna také v Sovětském svazu ve třicátých letech. Hlavním představitelem byla typová řada rychlých tanků (Bystrochodnyj tank) BT.